# Kultura chrześcijańska
Kultura chrześcijańska obejmuje na ogół wszystkie praktyki kulturowe, które rozwinęły się wokół religii chrześcijańskiej. Istnieją jednak różnice w stosowaniu wierzeń chrześcijańskich w różnych kulturach i tradycjach.
Kultura chrześcijańska wpłynęła i przyswoiła wiele z kultury Bliskiego Wschodu, zoroastryzmu, grecko-rzymskiej, bizantyjskiej, zachodniej, słowiańskiej i kaukaskiej. W okresie wczesnego Cesarstwa Rzymskiego chrześcijaństwo zostało podzielone na wcześniej istniejący grecki wschód i łaciński zachód. W rezultacie powstały dwie różne wersje kultur chrześcijańskich z własnymi obrzędami i praktykami; do dziś chrześcijaństwo pozostaje kulturowo zróżnicowane w swoich zachodnich i wschodnich rozgałęzieniach.
Chrześcijaństwo odegrało znaczącą rolę w rozwoju cywilizacji zachodniej, w szczególności Kościoła katolickiego i protestantyzmu. Kultura zachodnia przez większość swojej historii była niemal równoważna kulturze chrześcijańskiej. Poza światem zachodnim chrześcijaństwo miało wpływ na różne kultury, m.in. w Amerykach, Afryce i Azji.